# Рахмановська сільська рада
Рахма́новська сільська рада (рос. Рахмановский сельский совет) — сільське поселення у складі Вадінського району Пензенської області Росії.
Адміністративний центр — село Рахмановка.

## Історія
2010 року ліквідовані Ключівська сільська рада (села Богородське, Ключі, Овчарні Виселки, присілок Умет) та Коповська сільська рада (села Коповка, Красна Поляна), території увійшли до складу Рахмановської сільради. 2015 року ліквідовано село Красна Поляна та присілок Стара Петровка.

## Населення
Населення — 785 осіб (2019; 1138 в 2010, 1718 у 2002).

## Склад
До складу сільської ради входять:
| Населений пункт          | Населення, осіб (2002) | Населення, осіб (2010) |
| ------------------------ | ---------------------- | ---------------------- |
| Артамас, присілок        | 23                     | 9                      |
| Богородське, село        | 72                     | 37                     |
| Васильєвка, село         | 23                     | 0                      |
| Дубасово, село           | 100                    | 45                     |
| Ключі, село              | 291                    | 232                    |
| Коповка, село            | 376                    | 244                    |
| Красна Поляна, село      | 19                     | 0                      |
| Овчарні Виселки, село    | 46                     | 27                     |
| Рахмановка, село         | 687                    | 529                    |
| Снохино, присілок        | 39                     | 1                      |
| Стара Петровка, присілок | 16                     | 2                      |
| Умьот, присілок          | 26                     | 12                     |